# Ruby Buckton
Ruby Buckton es un personaje ficticio de la serie de televisión australiana Home and Away, interpretada por la actriz Rebecca Breeds desde el 6 de junio de 2008, hasta el 15 de agosto de 2012.

## Antecedentes
Ruby es hija de Charlie Buckton y Grant Bledcoe, es diabética. Era buena amiga de Nicole Franklin e Indigo Walker, pero la amistad comienza a desintegrarse cuando Indi y Nicole descubren que Ruby se había acostado con el novio de Indi.

## Biografía
Al inicio creía que Ross era su padre y Charlie era su hermana, pero luego se enteró de que en realidad Charlie es su madre y que su padre es Grant Bledcoe. Charlie quedó embarazada luego de que Grant la violara.
En el 2010 Ruby comenzó a tener problemas con el alcohol, por lo que fue internada en un centro de rehabilitación; después de salir comenzó a recobrar su vida. Poco después comenzó a aprender a manejar y después de conocer a su instructor Alexander Pitt se enamoró de él, sin embargo, quedó destrozada cuando Nicole le dijo que vio a Alex besando a otra joven, quedó destrozada. 
En el 2011 después de que una adivina le dijera a Ruby que encontraría pronto al hombre de sus sueños, Ruby comenzó a pensar que Romeo Smith era ese hombre y empezó a intentar quitárselo a Indi Walker, aprovechando que Indi había llegado borracha a su cena con Romeo Smith, Ruby le plantó un beso mientras Indi estaba recostada. Poco después Ruby logra seducir a Romeo y terminan acostándose, sin embargo, las cosas no le resultan como quería ya que después Romeo comienza a sentirse culpable por haber engañado a Indi y decide contarle todo. Al darse cuenta de que Romeo en realidad ama a Indi y no a ella decide hacerlo sufrir y le cuenta todo a Indi.
Días después Ruby se encuentra a Xavier y Casey Braxton y se va a dar un paseo con ellos sin embargo a mitad del camino se quedan sin gasolina, por lo que Xavier decide ir a buscarla, en ese tiempo Casey y Ruby platican y terminan acostándose, pero las cosas empeoran cuando Charlie los descubre y le prohíbe a Casey acercarse a su hija. Poco después Ruby descubre una animación suya en la escuela y pronto comienza a ser la burla, lo que ocasiona que se sienta humillada. Poco después comienza a salir con Casey. 
En el 2012 su madre, Charlie muere después de recibir varios disparos y queda en estado vegetativo, Ruby decide desconectar la máquina que la mantiene con vida dejándola destrozada. Poco después Ruby culpa a Darryl Braxton por la muerte de su madre y termina con Casey. Más tarde en julio Ruby comenzó una relación con Romeo cuando este se separó brevemente de Indi, sin embargo cuando Ruby revela que está esperando un bebé de él, este no queda muy feliz. Más tarde cuando Leah Patterson descubre que Ruby mintió y que no está embarazada la obliga a decirle la verdad a Romeo cuando Ruby se niega le dice que sino lo hace ella se lo dirá, al inicio Ruby le hace creer a Romeo que perdió al bebé pero cuando Leah la confrontas nuevamente finalmente le dice a Romeo que mintió y que nunca estuvo embarazada, esto ocasiona que los residentes de la bahía se decepcionen de ella, Ruby intenta hablar con Romeo pero este le dice que no le interesa, cuando lo ve con Indi se acerca a ellos y ataca a Romeo pero es alejada por Brax quien le dice que no puede culpar a otros por sus errores y mentiras. Poco después Ruby intenta seducir a Casey lo que ocasiona los celos de Sasha Bezmel y la molestia de varios residentes.
En agosto del mismo año Ruby es arrestada y enviada a la cárcel después de que cortara los frenos del coche de Indi lo que ocasionó que Dexter Walker sufriera un accidente y quedara luchando por su vida.